# Франц Ернст III фон Крихинген
Франц Ернст III (I) фон Крихинген (на немски: Franz Ernst III (I) Graf von Crichingen; † 1677) е граф на Крихинген в Елзас-Лотарингия.
Той е единствен син на граф Лотар фон Крихинген († 1629) и съпругата му Анна Магдалена фон Ханау (1600 – 1673), дъщеря на граф Йохан Райнхард I фон Ханау-Лихтенберг (1569 – 1625) и първата му съпруга графиня Мария Елизабет фон Хоенлое-Нойенщайн-Вайкерсхайм (1576 – 1605). Внук е на фрайхер Кристоф фон Крихинген-Питинген († 1622/1623) и Анна фон Байер-Бопард († сл. 1625). Майка му Анна Магдалена фон Ханау се омъжва втори път 1633 г. за вилд–и Рейнграф Ото Лудвиг фон Салм-Кирбург-Мьорхинген (1597 – 1634) и трети път 1636 г. за граф Фридрих Рудолф фон Фюрстенберг-Щюлинген (1602 – 1655).

## Фамилия
Франц Ернст III (I) фон Крихинген се жени 1650 г. за графиня Мария Елизабет фон Монфор (* 1631; † 24 април 1701), дъщеря на граф Хуго XV фон Монфор-Тетнанг (1599 – 1662) и графиня Йохана Евфросина фон Валдбург-Волфег-Цайл (1596 – 1651). Те имат осем деца:
- Франц Ернст IV (II) фон Крихинген († 28 ноември 1686), женен 1682 г. за графиня Мария Терезия Аделхайд фон Прайзинг (погребана на 29 април 1738 в Мюнхен), дъщеря на граф Йохан Максимилиан фон Прайзинг († 1668) и графиня Мария Вероника фон Валдбург-Траухбург (* 1642). Тя се омъжва II. на 26 февруари 1681 г. за граф Йохан Баптист Балбис-Ривера († 1695).[3]
- Франц Карл фон Крихинген († октомври 1684 в битка при Будапеща)
- Максимилиан Ернст фон Крихинген-Дорствайлер († 13 септември 1697)
- Йохан фон Крихинген
- Филип Вилхелм фон Крихинген
- Мария Франциска фон Крихинген
- Антоанета/Антония фон Крихинген
- Анна Магдалена Аделхайд фон Крихинген († 1691), омъжена за фрайхер Албрехт Йозеф фон Фрайберг-Юстинген